# Gai Tori Balb
Gai Tori Balb (en llatí Caius Thorius Balbus) va ser un ciutadà romà de Lanúvium que portava el cognomen Balbus, freqüent en diverses gens.
El coneixem a través de Ciceró, que diu d'ell que no s'havia privat mai de cap plaer, ni tan sols dels més refinats i rars. No s'ha de confondre amb L. Turius, citat també per Ciceró a Brutus (C, 67).
Es conserva una moneda de L. Thorius Balbus que té gravat a l'anvers el cap de Juno Sospita (la sàvia), a la qual es donava culte a Lanúvium des de molt antic. L'anvers porta les lletres I. S. M. R. (és a dir, Junonis Sospitae magnae reginae), i el revers L. THORIUS BAABVS, amb un brau avançant cap endavent. Es considera que el toro fa referència al nom de Thorius, paraula que els romans podrien considerar derivada del grec θούριος, impetuós.